# Magazine Gap
Magazine Gap (kinesiska: 馬己仙峽, 马己仙峡) är ett bergspass i Hongkong (Kina). Det ligger i den centrala delen av Hongkong. Magazine Gap ligger 276 meter över havet.
Terrängen runt Magazine Gap är huvudsakligen kuperad, men åt sydväst är den platt. Havet är nära Magazine Gap åt sydväst.  Centrala Hongkong ligger 2,1 km norr om Magazine Gap. I omgivningarna runt Magazine Gap växer i huvudsak städsegrön lövskog. Passet går mellan topparna Mount Kellett och Mount Cameron.